# Molochio
Molochio (Mòlocco, Mòlokos in greco-calabro; Mulòhji, Mulòhi in calabrese) è un comune italiano di 2 153 abitanti della città metropolitana di Reggio Calabria in Calabria. Posto nel cuore dell'Aspromonte, Molochio sorge in una zona ricca di bellezze naturalistiche. È noto per "avere una delle più alte concentrazioni di centenari nel mondo".

## Origini del nome
Il toponimo Molochio, secondo un'ipotesi molto accreditata, deriverebbe dal greco malakos (da cui molokhion, in latino moloche), con il significato di malva, una pianta di cui la zona un tempo era ricchissima. L'italianizzazione del nome del paese è avvenuta soltanto da circa un secolo; prima di allora il termine nella sua originale pronuncia si scriveva e si leggeva mulóçi (o mulòxi).

## Geografia fisica
Il territorio Molochiese è abbastanza vario. Il centro abitato si trova a circa 310 m s.l.m. per scendere a circa 220 m s.l.m. nei pressi della frazione di Cerasia a circa 3 km dal centro abitato. Il punto più alto è sulla cima del Monte Trepitò, nel cuore dell'Aspromonte, a poco più di 1000 m s.l.m.
Nella zona collinare si possono trovare ampie piantagioni di ulivi secolari e agrumeti tipici della macchia mediterranea, seguiti da rigogliosi boschi collinari di castagno fino agli 800 m s.l.m.. Salendo di quota si iniziano a vedere i primi boschi di Elci che nelle zone più remote si trasformano in foreste quasi inaccessibili. Salendo ancora troviamo dei boschi di possenti Faggi. Infine nei pressi delle sommità del Monte Trepitò, al di sopra degli 800 metri sono presenti il pino larìcio e l'abete bianco.
Il fiume più lungo è il torrente Barvi che trova inizio nel cuore dell'Aspromonte, la cui erosione ha diviso i due monti Trepitò e Rumbica. Scendendo a valle lungo il percorso del torrente si possono vedere delle gole a strapiombo, profonde anche 200 metri scavate dall'acqua nelle rocce arcaiche (principalmente gneiss e micascisti). A valle, lungo le rive del fiume il paesaggio è desertico, causato dalle ricorrenti piene fuori misura.
Le cascate di Mundu e Galasia attirano ogni anno migliaia di visitatori, che vi si recano seguendo il sentiero restaurato, ormai utilizzato esclusivamente per la visita delle cascate (l'originale risale alla metà del XIX secolo e serviva in particolare ai lavoratori del carbone per raggiungere i diversi paesi circostanti).

## Storia
Due sono le ipotesi più attendibili sulla fondazione dell’abitato: la presenza di un insediamento italico nell’età del ferro (I millennio a.C.) e la colonizzazione da parte di profughi di Taureana, di Metauro e di Scunno che, per proteggersi dalle incursioni saracene del X secolo d.C., si rifugiarono presso le mura del Monastero Basiliano che allora sorgeva in quei luoghi.

In passato, nella cittadina erano molto diffuse le coltivazioni della vite, del gelso, degli agrumi, del grano germano nonché la produzione di legname, tanto da far sembrare il paese un giardino di malve: pertanto l’origine del toponimo “Molochio” è ormai ritenuta essere la voce greca mologhíon, malva. Paolo Gualtieri, nel volume Sacro Trionfo Delli Santi di Calabria, Ed. 1610, accenna addirittura a un’erba così denominata:
Molochi, termine greco, che santo nella nostra favella suona, detto così dall’erba molochi, molto simile alla malva, della quale comandò Pitagora nei suoi simboli che si seminasse e si raccogliesse, ma non si mangiasse, mentre disse: “Herbam Molochen ferito, non tamen mandito”, quasi avesse voluto dire che le cose sante si devono propagare non consumare. 
Molochio fu Casale del Ducato di Terranova, che nel ‘600 era il centro emergente di una vasta signoria - comprendente l’ampia zona racchiusa tra il Marro-Petrace e il Vacale ed estesa, sul lato Tirrenico, dalle vicinanze di Gioia al largo di Rosarno. Entro quest’area erano sistemati i numerosi Casali del ducato: S. Martino, Rizziconi, Iatrinoli, Radicena, Casalnuovo (poi Cittanova), Scroforio, Galatoni, Molochio e Molochiello, accanto ad altri piccoli centri rurali come S. Leo, Vatoni, Bracali, Cristò, Carbonaria. In questo territorio boschivo, adibito un tempo a pascoli, si svilupparono in epoca signorile ampie colture cerealicole e vennero incrementate le produzioni di lino, canapa e gelso, oltre alla viticoltura. 
Il paese passò dopo in mano ai Sanseverino, ai Sant’Angelo, ai Caracciolo e ai Correale, fino al 1558, anno in cui il ducato fu venduto ai de Marini di Genova, per poi essere acquistato dai Grimaldi, che scelsero invece di elevare Gerace a sede del principato. Subito dopo l’ordinamento amministrativo francese rese il paese una frazione di Oppido. Nel 1811 gli venne assegnato il nome di Molochiello: era questo l’appellativo che, prima del terremoto del febbraio 1783 e del Flagello (l’epidemia che ne seguì), stava a indicare Molochio Inferiore, dove si trovavano le Chiese di S. Marco, S. Stefano e S. Sebastiano - di cui nulla è rimasto - e la statua di S. Nicola di Moloi Minor, oggi malamente deturpata.

### Simboli
Lo stemma del comune di Molochio è stato concesso con decreto del presidente della Repubblica dell'11 ottobre 1983.

## Monumenti e luoghi d'interesse

### Architetture religiose
Santuario della Madonna di Lourdes e Convento
Inaugurato nel 1901, è il primo Santuario in Italia dedicato alla Madonna di Lourdes. La sua costruzione iniziò nel 1890 per volere di padre Francesco Maria Zagari , un frate cappuccino che si recò in pellegrinaggio a Lourdes poco tempo dopo le apparizioni della Madonna. Lui stesso, dopo l’inizio dei lavori, si recò a Parigi alla ricerca di una statua della vergine da portare a Molochio e vi riuscì, grazie alla generosità della Terziaria francescana suor Maria Probech Schlestadt, che gli fece dono di una bellissima statua lignea da collocare nel Santuario. Tale statua raffigurava l’Immacolata Concezione (dogma di fede riconosciuto da Pio IX nel 1854, quattro anni prima che la Madonna apparisse a Santa Bernadette Soubirous). Il 14 settembre 1901, esaltazione della S. Croce, il Cardinale Gaetano Portanova, Arcivescovo di Reggio Calabria, benedisse il nuovo Santuario divenendone protettore. La devozione popolare verso la prodigiosa Immagine, nonché i personaggi e gli eventi che interessarono il Convento sono stati narrati da Padre Silvestro Morabito di Taurianova (1929-2005) nel libro Alle falde del Trepitò. Accanto al Santuario si trova un centro per pellegrini chiamato "La casa del pellegrino".
Chiesa di San Vito
Piccola chiesa edificata nel XVII secolo a opera di don Giuseppe Palermo, non più agibile da circa dieci anni per via di severi danni al soffitto. La “Chiesa Vecchia” reca(va) dei meravigliosi lavori in stucco realizzati dagli artisti Francesco (?-1878) e Vincenzo Morani (1809-1870) da Polistena, mai restaurati. Piene delle loro opere sono le chiese di tutta la provincia. Verosimilmente i loro bozzetti per San Vito sarebbero serviti come base per la costruzione di altre chiese. San Vito, pur vertendo in uno stato disastroso, è attualmente il bene più antico che Molochio possiede. Recenti studi hanno però visto emergere delle meraviglie dal suo interno, fra cui delle sculture. La paternità di queste opere è sconosciuta. Don Vincenzo Tropeano afferma che a realizzare le statue sia stato il tropeano o bagnaroto Vincenzo Basile.
Il progetto architettonico del napoletano Francesco Saponieri, approvato nel 1844, è in linea con il Neoclassicismo, con una pianta rettangolare ad una sola navata con una grande abside centrale.
Nel 1908 parte della costruzione rovinò sotto le scosse del sisma di Messina e fu scelto di eliminarne la parte superiore. Questo secondo restauro, che non fu dei migliori, terminò nel 1921, attualmente la chiesa è chiusa al culto dal 31 marzo 2013 in attesa di un restauro 
Chiesa di San Giuseppe

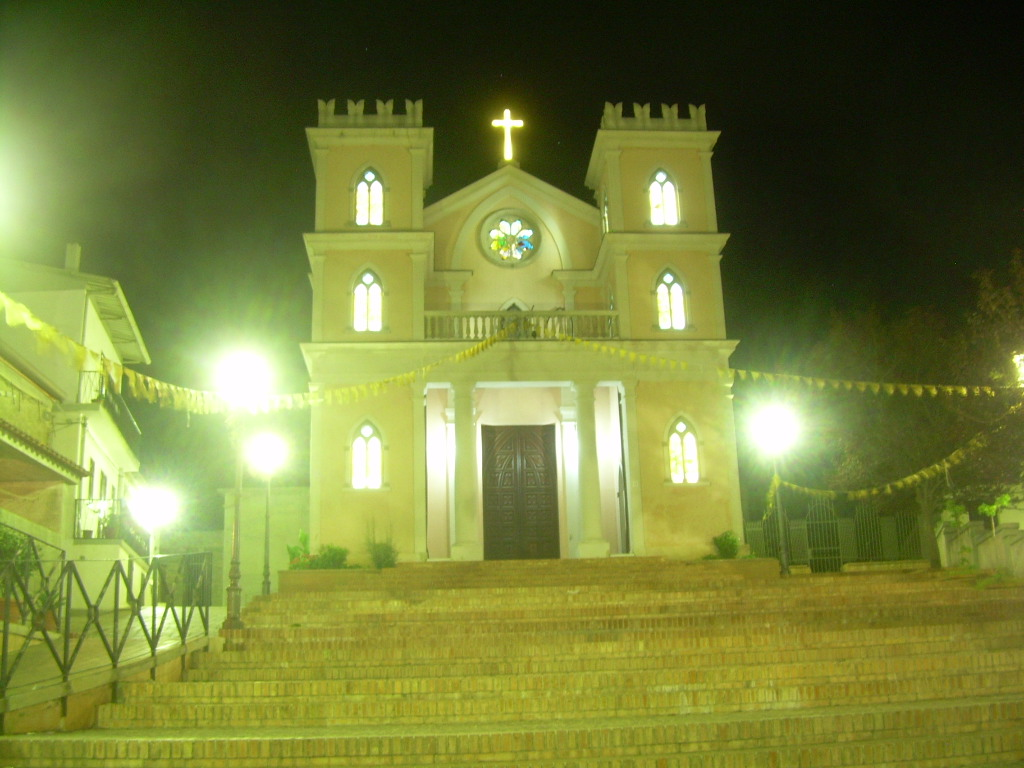
Chiesa di San Giuseppe ed omonima piazza con scalinata

La Chiesa, intitolata al Santo Patrono, sorse nel XVII secolo per volere di Monsignor Palermo il quale, secondo un’opinione largamente diffusa, aveva disposto di edificarla sulle rovine dell’antico Convento Basiliano. Possiamo desumere una descrizione sommaria dell’antica Chiesa dalla visita pastorale dell’arcivescovo di Reggio, Martino Ybanez de Villanova, documentata in uno scritto del 1692:
Sull’altare maggiore è posta la statua ignea deadurata S. Joseph sub foramine marmoreo et porfido. Ai lati vi sono quattro altari; due in cornu evangelii dedicati rispettivamente a S. Stefano protomartire e a S. Francesco d’Assisi, e due in cornu epistulae uno a N.S. Gesù Cristo e l’altro a S. Teresa.
La chiesa, edificata tra il 1663 e il 1667, venne dotata di tutto il necessario per la celebrazione del culto. Monsignor Palermo volle che oltre al decoro vi fosse anche lusso: vi collocò di tasca propria tre calici, di cui uno di argento massiccio ornato di pietre preziose, una sfera dorata contenente le reliquie della croce “con la sua autentica”, due campanelli, un aspersorio d’argento, pianete “guarnite con trecce d’oro”, cingoli con fiocchi in oro, quattordici vasi da fiori dorati, candelieri di legno, altari guarniti con pizzilli d’oro, tovaglie di seta e altre suppellettili, e un campanile con tre campane.
Questo splendore fu distrutto dal terremoto del 5 febbraio 1783, che rese Molochio un cumulo di macerie e rase al suolo ben altre tre chiese di cui non si è conservata traccia: S. Marco, S. Stefano e S. Sebastiano.
Agli inizi del ‘900 la Chiesa di San Giuseppe venne riedificata grazie alle offerte dei fedeli, soprattutto emigrati molochiesi. Malauguratamente fu abbattuta una seconda volta a causa del sisma del dicembre 1908. Il restauro venne effettuato solo novant’anni dopo.
Chiesa parrocchiale di Santa Maria di Merula (Chiesa Matrice)
La chiesa parrocchiale, ristrutturata nuovamente tra il 2011 e il 2014, è situata sul lato occidentale della piazza centrale del borgo; essa custodisce, oltre alla statua di San Rocco, quella della Madonna de Merula: l’opera, di notevole pregio, viene datata al 1735 e, secondo la tradizione, fu rinvenuta dai locali in un roveto del paese vecchio. Gli antichi splendori di entrambe le statue sono stati riportati alla luce dal restauratore Giuseppe Mantella, temporaneamente la chiesa custodisce diverse statue tra cui quella della Vergine Addolorata il cristo morto i cosiddetti misteri del venerdì santo, e le statue molto venerate dal popolo di San Vito e San Rocco tutte queste statue erano collocate nella Chiesa di San Vito (Chiesa vecchia) che attualmente necessita di un restauro. Nel 2013 la statua della Madonna de Merula è stata ricollocata sull’altare maggiore.

## Società

### Evoluzione demografica
Abitanti censiti

## Tradizioni e antichi mestieri
In passato si tramandava un meccanismo di ereditarietà nelle occupazioni. Pare che l’insegnamento di un’arte tramandata venisse accolto con profonda dedizione, quale vera riserva di ricchezza. Basti pensare all’umilissima attività della raccolta delle olive, mestiere che, fino a pochi decenni fa, rappresentava l’archetipo della lavoratrice. 
Il consumismo ha contribuito alla scomparsa di tante occupazioni, con grave perdita della collettività: sartu, barberi, cazunaru, scarparu, ferraru, mattunaru, marmista, mulinaru, sellaru, bandiaturi, cofanaru, carbunaru…
In Contrada Vitrèto, nelle vicinanze del torrente Barvi, versa in stato di abbandono un antico mulino ad acqua “a caduta”: il Molino di Campanella (forse ancor oggi soprannominato, in dialetto locale, ’A machina du’ Duca). Ha funzionato sino al Primo ‘900. Nei pressi vi sono resti di frantoi oleari, o trappíti, spinti dalla forza dell’acqua. L’acquedotto si dipartiva dal fianco della montagna soprastante (Trepitò). Mentre il primo frantoio ha il nome patronimico, il secondo ha un appellativo avicolo: du’ Cuccu, “del Cuculo”, e i suoi ultimi proprietari furono i Longo. Stupefacente doveva essere il funzionamento dell’antica segheria (Serra) di Palata, di cui purtroppo non è rimasto nulla: fu l’arrivo dell’elettricità a provocarne il declino e poi la fine. Esiste ancora, però, un telaio meccanico, forse ancora efficiente.
Infatti, fino alla prima metà dell’800, l’allevamento del baco da seta godé un grande sviluppo: le colture spontanee del gelso bianco e moro sono tuttora presenti nei boschi. Si narra che le operaie cantassero dei versi poetici che si rifacevano alle leggende riguardanti l’infanzia, la formazione e l’investitura di Orlando, paladino d’Aspromonte e tutore della cristianità in Occidente. Oggi custoditi negli archivi comunali, questi versi miniati costituiscono un elemento di continuità con la Canzone d’Aspromonte, importante poemetto epico-cavalleresco la cui forma attuale risale al XV secolo.
La celebrazione dei Virgineji avveniva tradizionalmente durante la novena a San Giuseppe. Questo rituale si configurava inizialmente come un pranzo ospitale offerto ai bambini più bisognosi del villaggio da parte delle famiglie abbienti, che adempivano così al voto fatto al Santo, o esprimevano la loro gratitudine nei suoi confronti. In tempi più recenti, il pasto con un piatto di pasta e ceci fu esteso anche al resto della comunità, riunita a banchetto il giorno della Festa patronale (anticamente fissata al 1º giugno, oggi ricorre il 19 marzo). 
Tipico dell’area era anche il rito della Tocca, che si svolgeva la domenica di Pasqua prima della Messa. Il parroco, accompagnato da un giovane del paese, faceva il giro dell’abitato con uno strumento rumoroso (la "tocca") per annunciare la Resurrezione di Cristo.

## Infrastrutture e trasporti

### Strade
- Strada Provinciale 31, parte dalla Strada Provinciale 1 (ex SS111) (in località Marro) ed arriva nel centro di Molochio (4 km).

### Linee ferroviarie
La stazione delle FS più vicina è quella di Gioia Tauro (22 km)

### Autobus
Il servizio di autobus interurbani è gestito dalle FdC - Ferrovie della Calabria (ex Ferrovie Calabro Lucane) con le seguenti linee:
- Linea: Gioia Tauro - Delianuova (transita da Molochio)
- Linea: Molochio - Reggio Calabria (Aeroporto).

### Aeroporti
Gli aeroporti più vicini sono:
- Reggio Calabria (REG - distanza 76 km)
- Lamezia Terme (SUF - distanza 94 km).

## Amministrazione
| Periodo           | Periodo           | Primo cittadino          | Partito                         | Carica                    | Note          |
| ----------------- | ----------------- | ------------------------ | ------------------------------- | ------------------------- | ------------- |
| 27 giugno 1985    | 31 maggio 1990    | Vito Tramontana          | Lista civica                    | Sindaco                   | [ 18 ]        |
| 31 maggio 1990    | 13 giugno 1992    | Carmelo Salvatore Caruso | lista civica                    | Sindaco                   | [ 19 ]        |
| 18 giugno 1992    | 23 giugno 1993    | Giorgio Alessio          | Lista civica                    | Sindaco                   | [ 20 ]        |
| 23 giugno 1993    | 23 novembre 1993  | Barilà Di Rubbo Priolo   |                                 | Commissario straordinario | [ 21 ]        |
| 23 novembre 1993  | 21 settembre 1994 | Barilà Ferrari Priolo    |                                 | Commissario straordinario | [ 22 ]        |
| 21 settembre 1994 | 20 novembre 1995  | Musolino Priolo Barilà   |                                 | Commissario straordinario | [ 23 ]        |
| 20 novembre 1995  | 27 luglio 1999    | Giuseppe Vito Mezzatesta | Lista civica                    | Sindaco                   | [ 24 ] [ 25 ] |
| 27 luglio 1999    | 17 aprile 2000    | Giovanni Barilà          | Sindaco                         | Commissario straordinario | [ 26 ]        |
| 17 aprile 2000    | 5 aprile 2005     | Giuseppe Vito Mezzatesta | Lista civica di centro-sinistra | Sindaco                   | [ 27 ]        |
| 5 aprile 2005     | 30 marzo 2010     | Beniamino Alessio        | Lista civica di centro-destra   | Sindaco                   | [ 28 ]        |
| 30 marzo 2010     | 1 giugno 2015     | Beniamino Alessio        | Lista civica                    | Sindaco                   | [ 30 ]        |
| 1 giugno 2015     | 22 settembre 2020 | Beniamino Alessio        | Lista civica                    | Sindaco                   | [ 31 ]        |
| 22 settembre 2020 | in carica         | Marco Giuseppe Caruso    | Lista civica                    | Sindaco                   | [ 33 ]        |

### Altre informazioni amministrative
È compreso nel circondario di decentramento amministrativo della piana.